# 莱茵铸币联盟

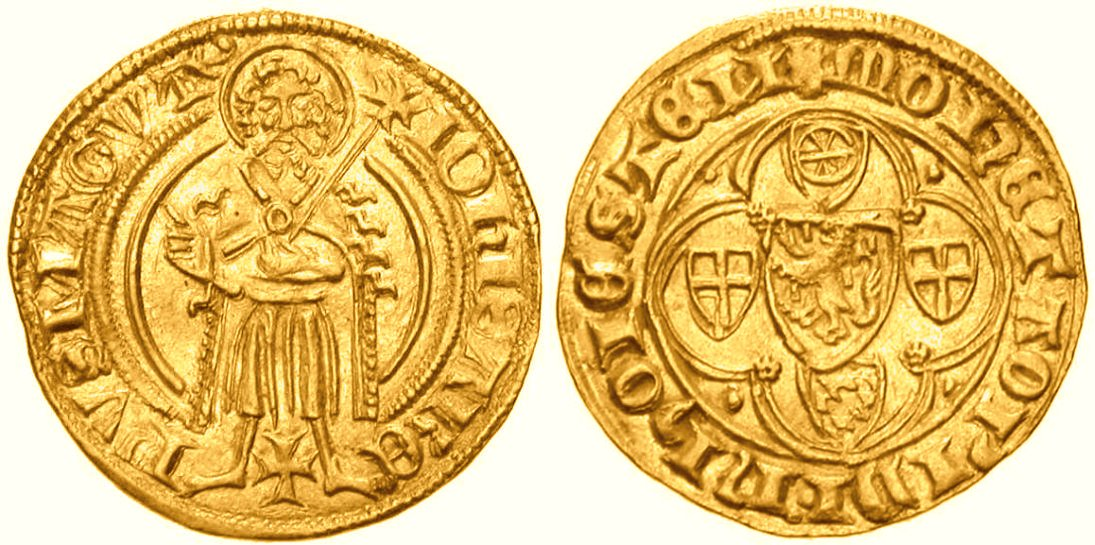
美因茨选侯国的古尔登金币，1399 至1402年间在法兰克福-赫斯特铸造
正面：施洗约翰手持十字权杖，右手举起表示祝福；双脚之间是圣约翰十字架。铭文：IOH(ann) ISAR(chi)EP(iscop)VSMAGV(n)T(inus)
背面：四叶形；中间是拿骚徽章，四周是美因茨选帝侯、科隆选帝侯、特里尔选帝侯和巴伐利亚普法尔茨选帝侯的盾牌。铭文：MONETA OP(p)IDI IN HOIESTEN

莱茵铸币联盟是一个铸币联盟，由四位莱茵地区的选帝侯：美因茨选帝侯、科隆选帝侯、特里尔选帝侯和普法尔茨选帝侯在中世纪晚期创立。
1356年金玺诏书给予神圣罗马帝国的所有选帝侯自由铸造金币的权利。
最初，莱茵铸币联盟只铸造莱茵古尔登金币，后来也铸造了芬尼银币。古尔登金币很快被整个神圣罗马帝国接受为贸易货币，并一直用作合同和契约中的计算货币，直到17世纪。 
第一个莱茵铸币联盟成立于1385年11月26日或1386年6月8日。1419年3月20日，于利希公国暂时加入。 1420年，科隆市加入了莱茵铸币联盟。由于领土的空间交错，莱茵诸侯有着相同的贸易利益，因此对共同货币感兴趣。